# Couvent des Dames de Saint-Sauveur
Le couvent des Dames de Saint-Sauveur est un monastère féminin sous la règle de saint Augustin fondé à Perpignan au XIIIe siècle et qui ferma en 1792. Il est inscrit en partie aux monuments historiques.

## Situation
Le couvent est situé dans le quartier Saint-Jacques à Perpignan.

## Histoire
Le monastère des chanoinesses de Saint-Sauveur est fondé à Perpignan au XIIIe siècle, vers 1230-1240. Ce couvent subsiste jusqu'à la Révolution française, quand le décret d'août 1792 met fin à son activité. Les biens du couvent sont vendus, les bâtiments morcelés et vendus en 1793. Le mobilier est redistribué à d'autres paroisses. L'église de Vinça reçoit trois retables du couvent (où ils sont toujours conservés) dont le retable de la Transfiguration réalisé par l'atelier de Jean-Jacques Mélair en 1697,.
Le cloître gothique a disparu au XIXe siècle dans l'aménagement de l'impasse Émile Zola et de l'érection de l'Ecole Normale Supérieure au XIXe siècle. Les anciens bâtiments conventuels sont occupés successivement au XIXe siècle par des particuliers et des établissements publics et privés : la salle capitulaire a été réaménagée par l'architecte Léon Baille en 1902 pour servir de gymnase du collège Jean Moulin. Une partie de l'ancienne église a été occupée par deux loges maçonniques : la Loge des Amis de la Parfaite Union entre 1874 et 1877 (ancienne entrée rue Émile Zola) puis par la Loge Saint-Jean-des-Arts-de-la-Régularité impasse des Amandiers jusqu'en 1879. Une partie du couvent a également abrité des bains publics au début du XIXe siècle jusqu'en 1931. 
En septembre 2017, il accueillera une partie du campus Mailly de l'Université de Perpignan.   

## Protection
Ce couvent est partiellement inscrit en 1997 aux Monuments historiques, pour sa salle capitulaire (1271), seul élément conservé du monastère des Dames. L'édifice est également en partie classé en 5 (immeuble à conserver dont la démolition, l'enlèvement, la modification ou l'altération sont interdits) selon le plan du secteur sauvegardé de la ville de Perpignan. Après la destruction de trois immeubles attenants à l'ancienne église, l'ensemble des espaces intérieurs a été entièrement réaménagé de même que l'ancienne loge maçonnique dont il ne reste que la façade. L'ancienne église était pourtant comme deux des immeubles classée en 5 dans l'actuel Plan de Sauvergarde et de Mise en Valeur. 

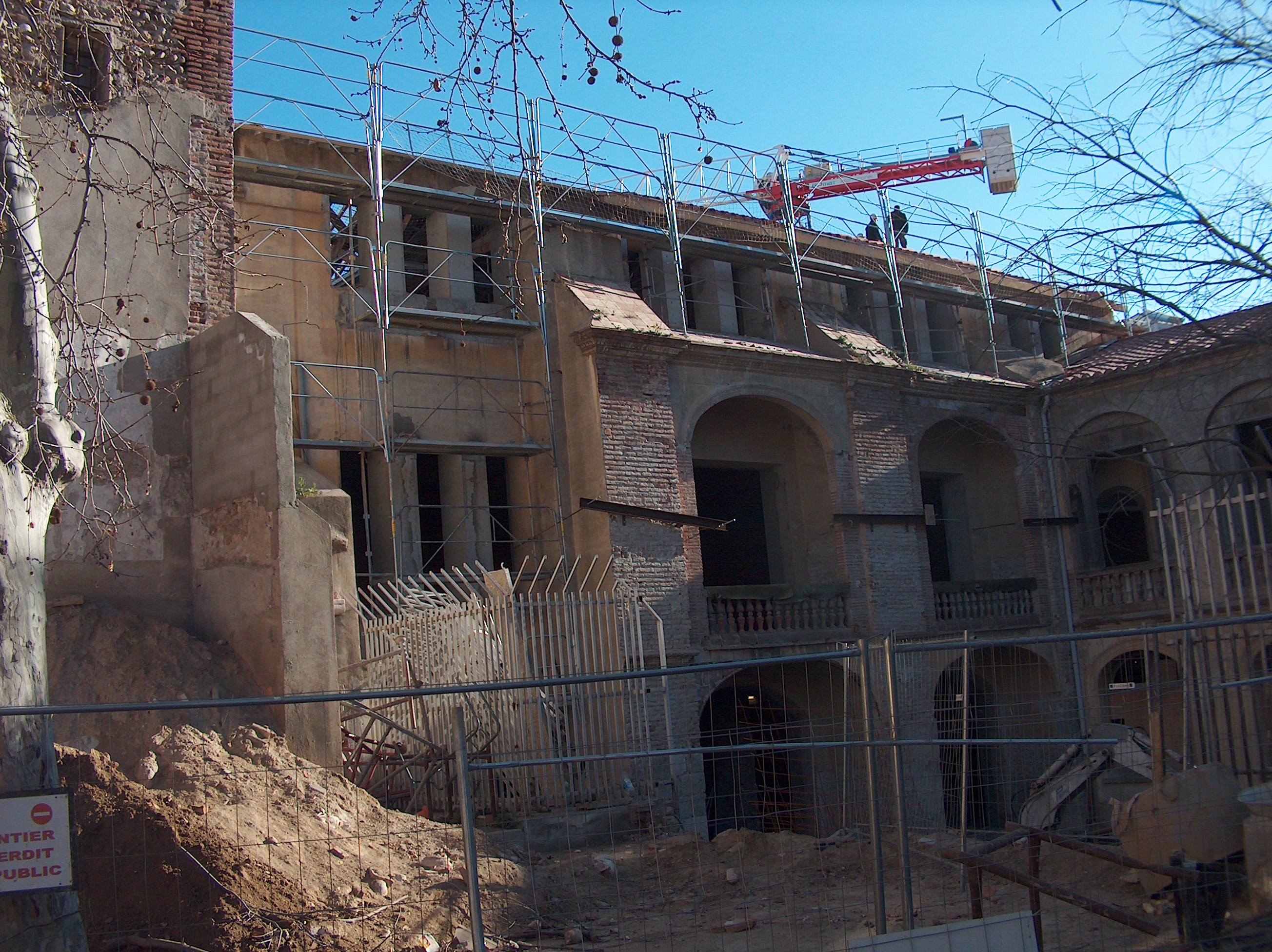
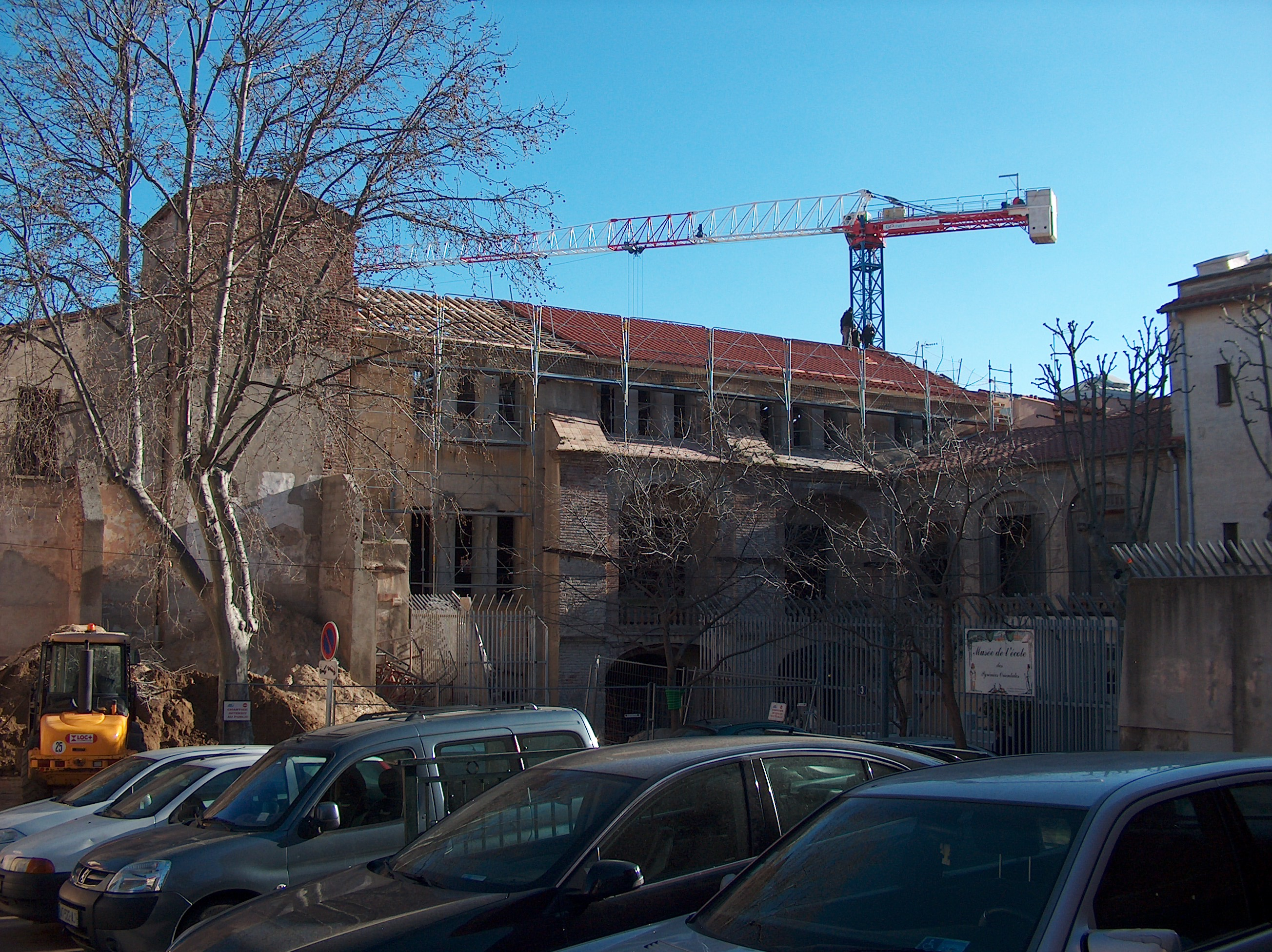
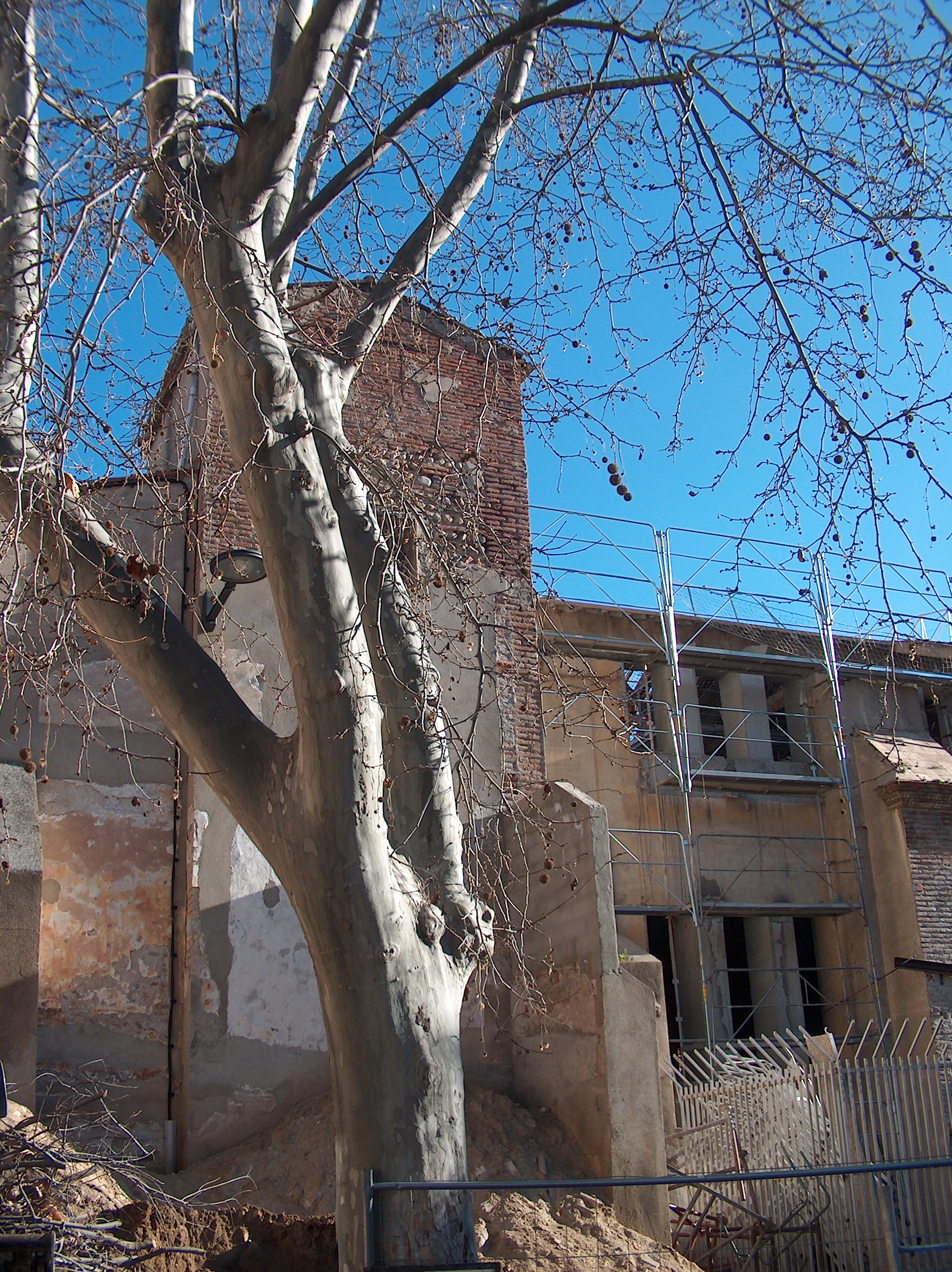
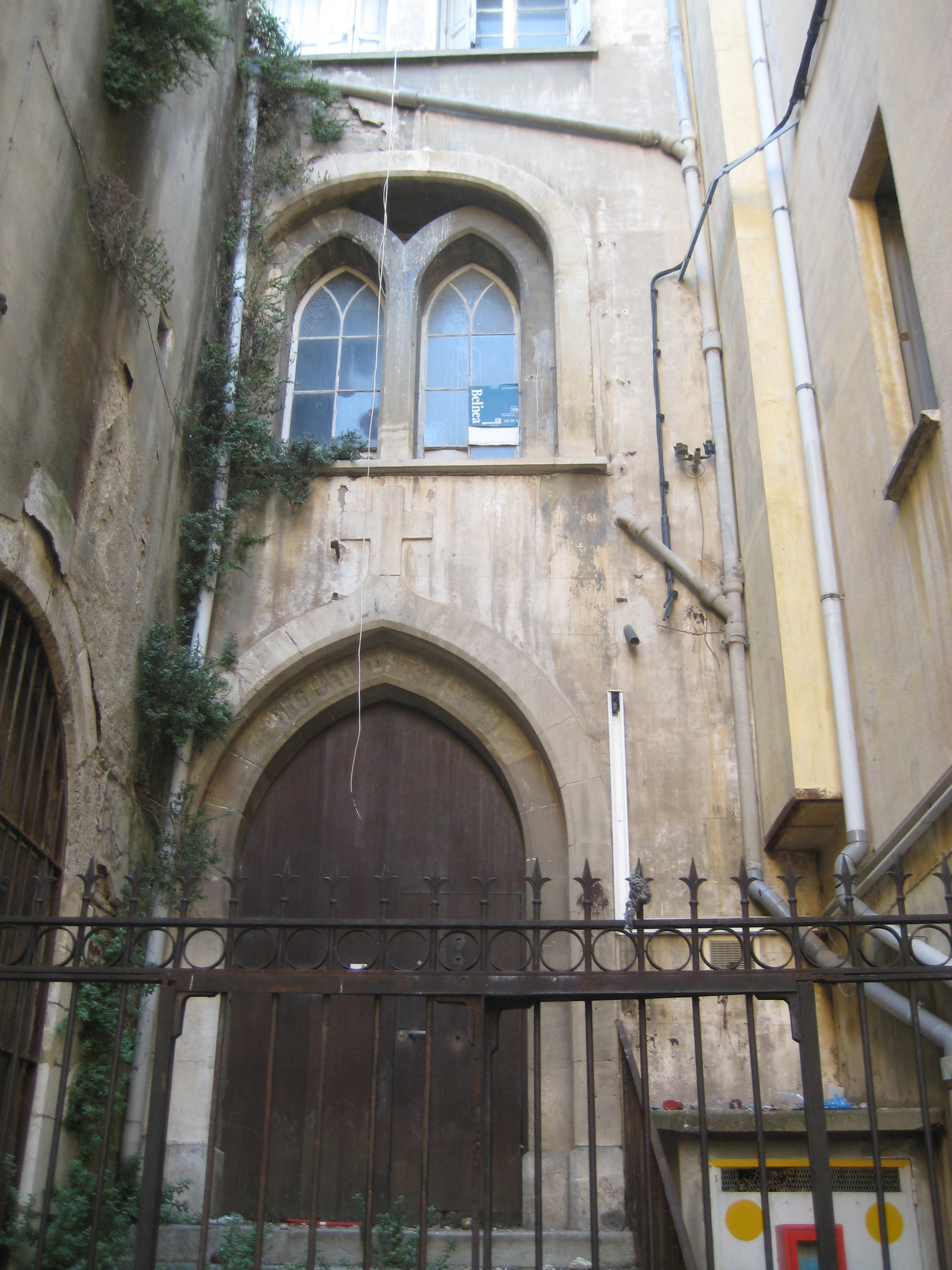
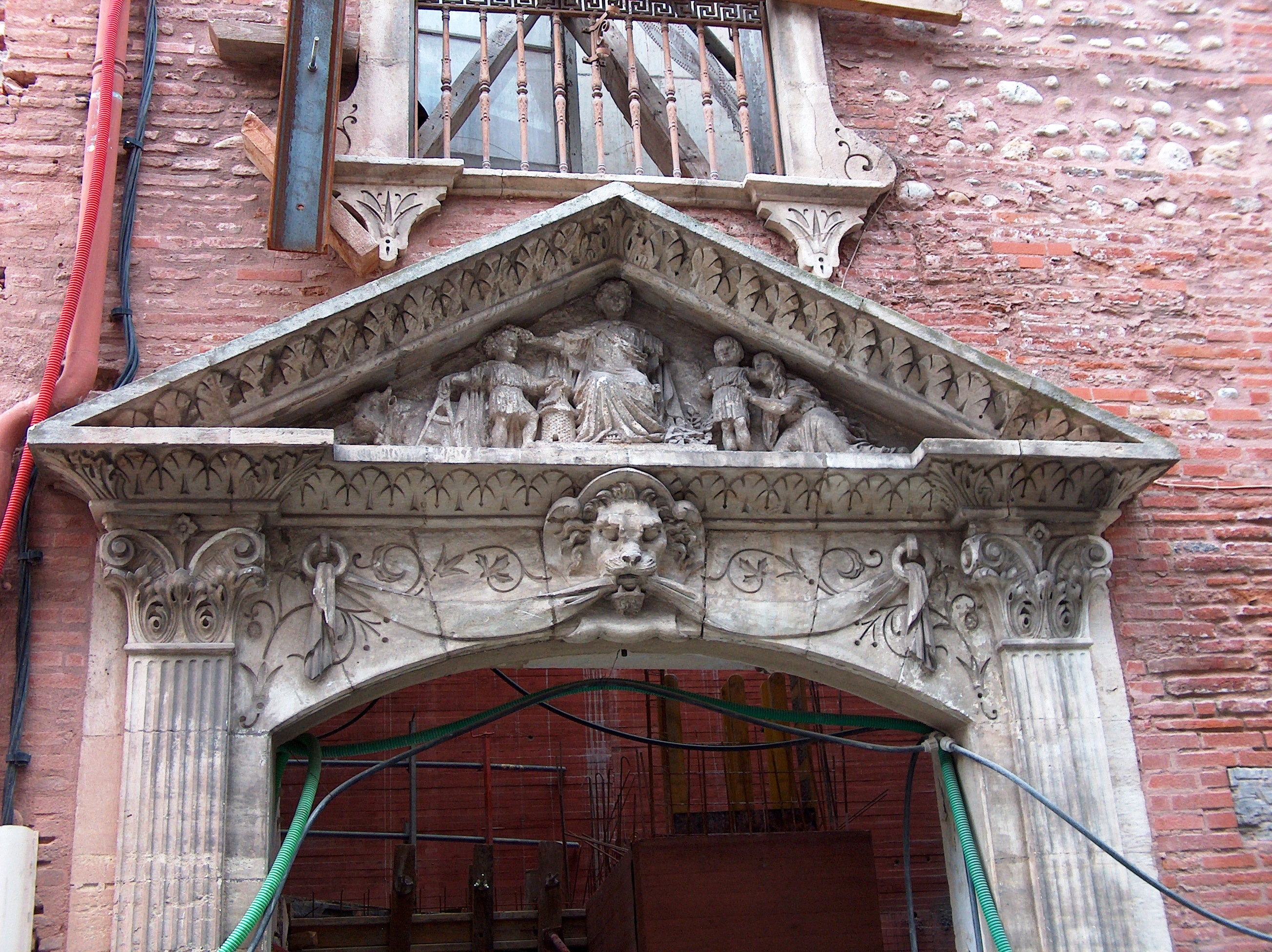
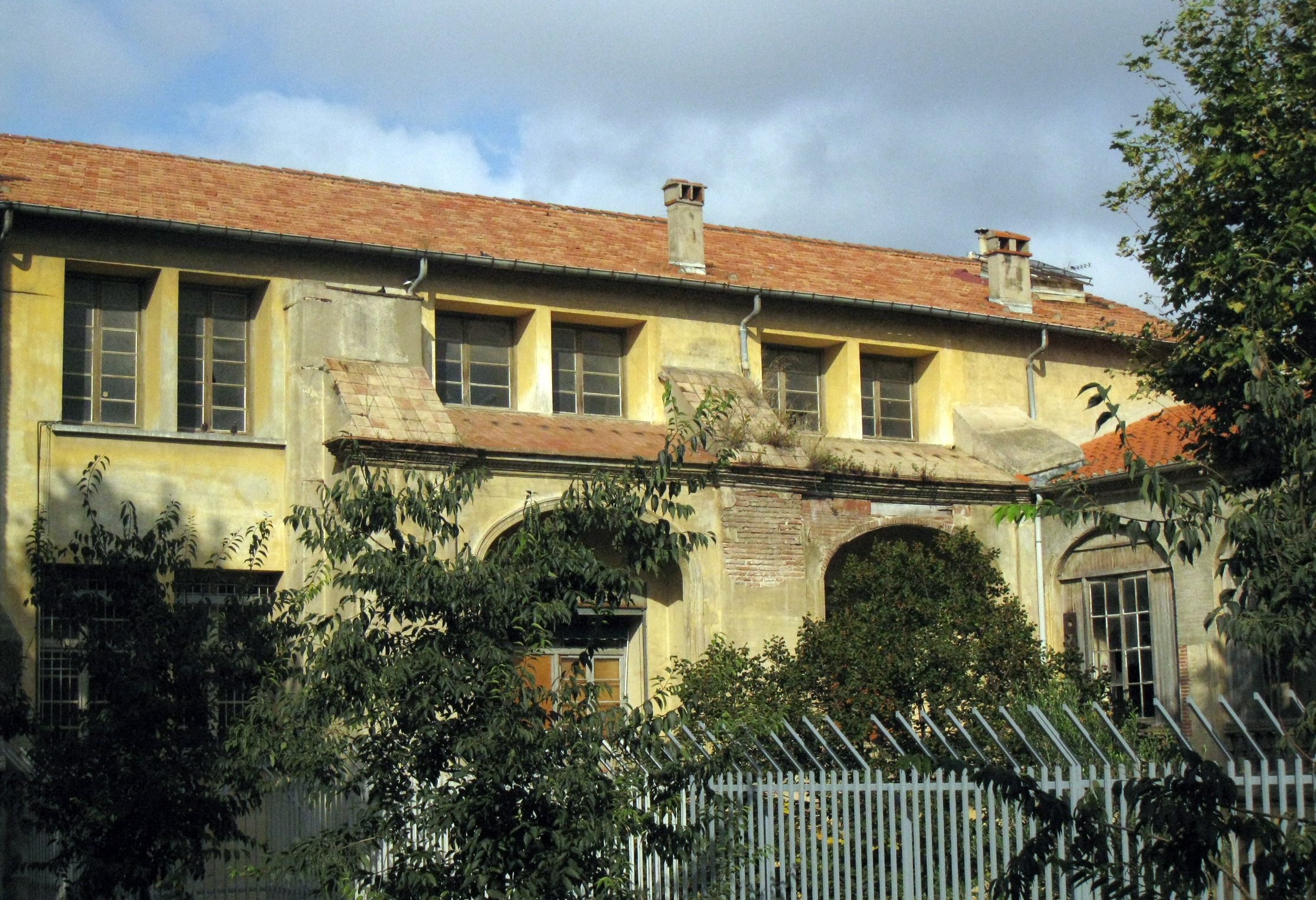
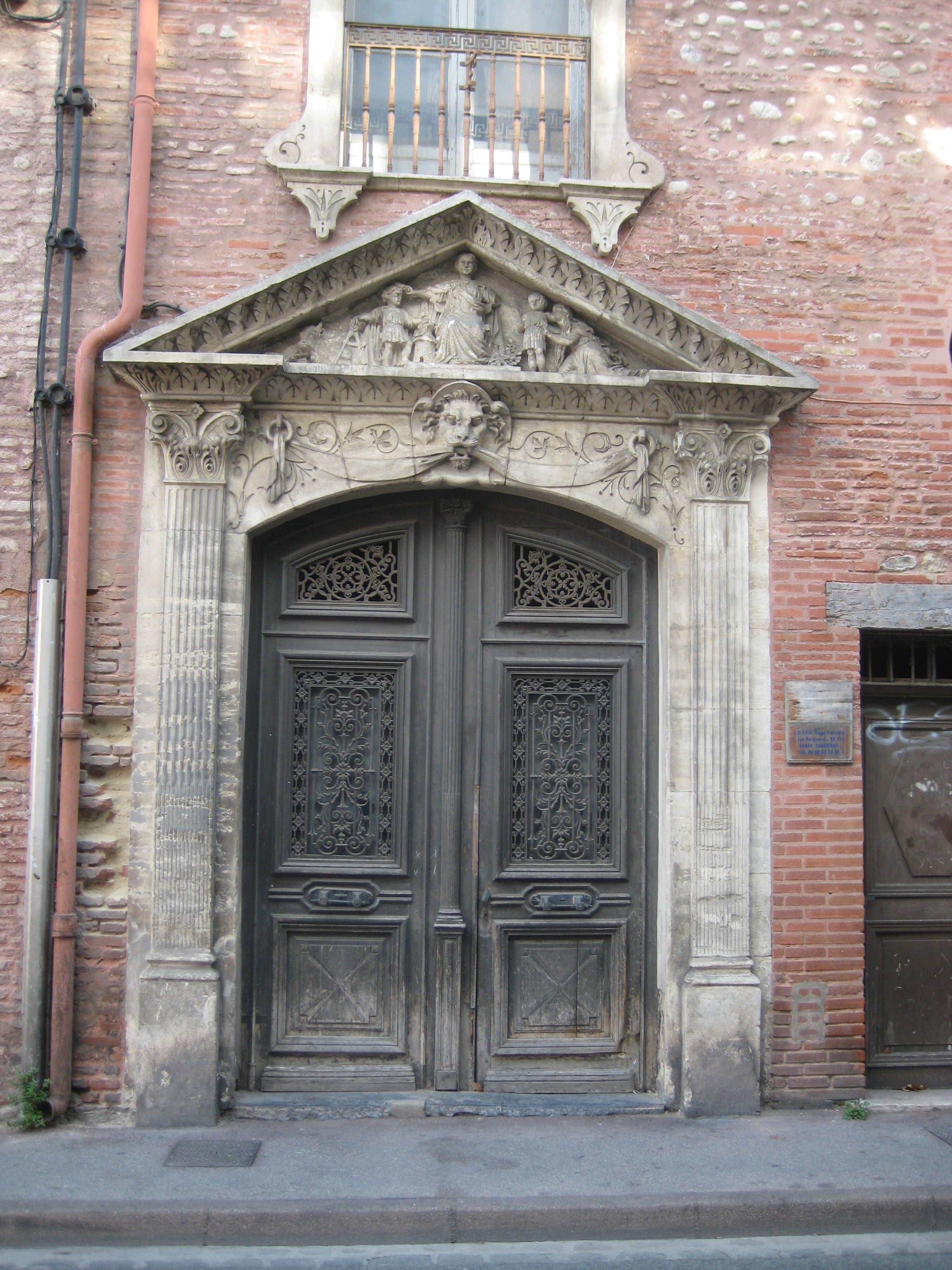
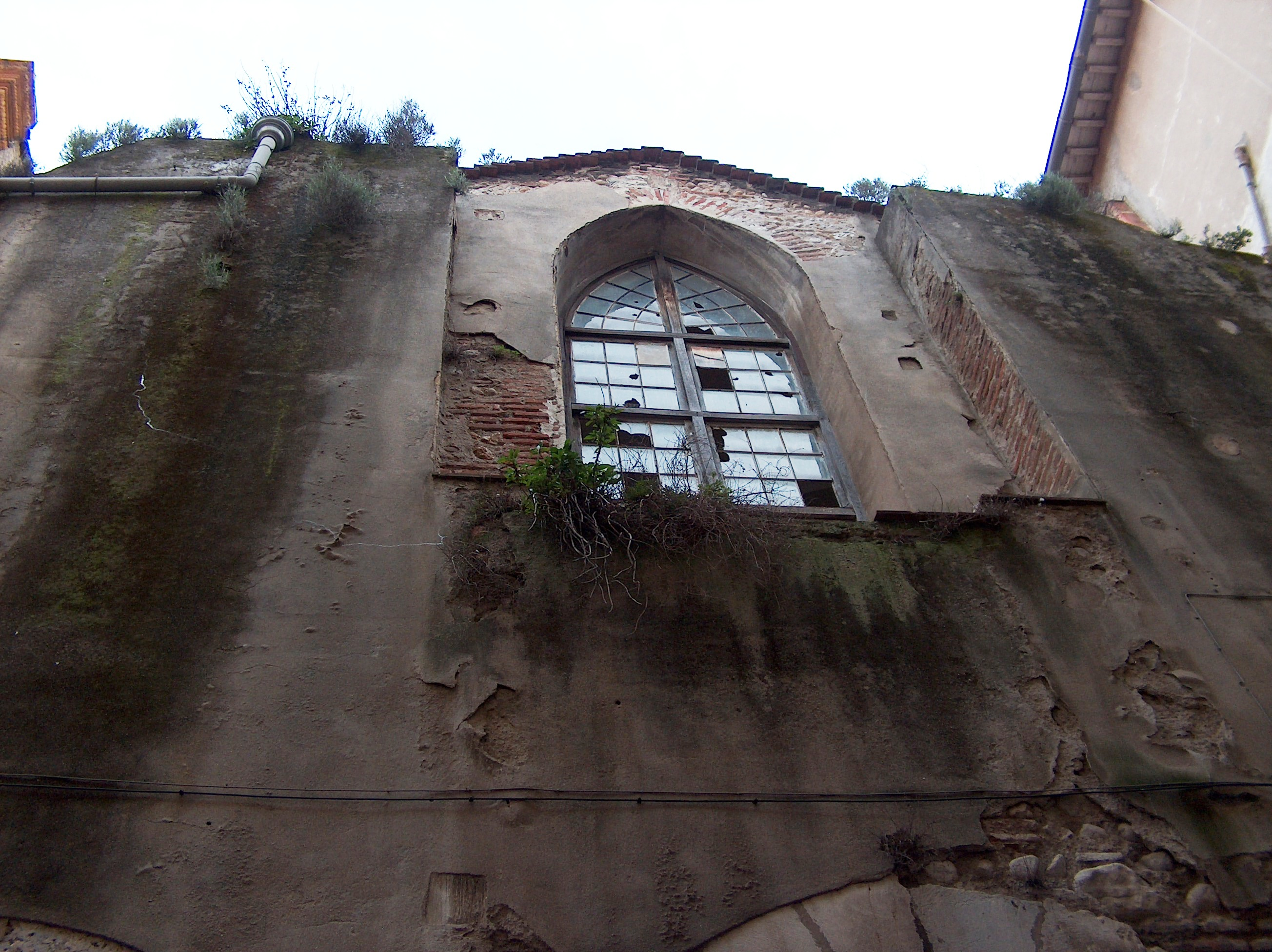
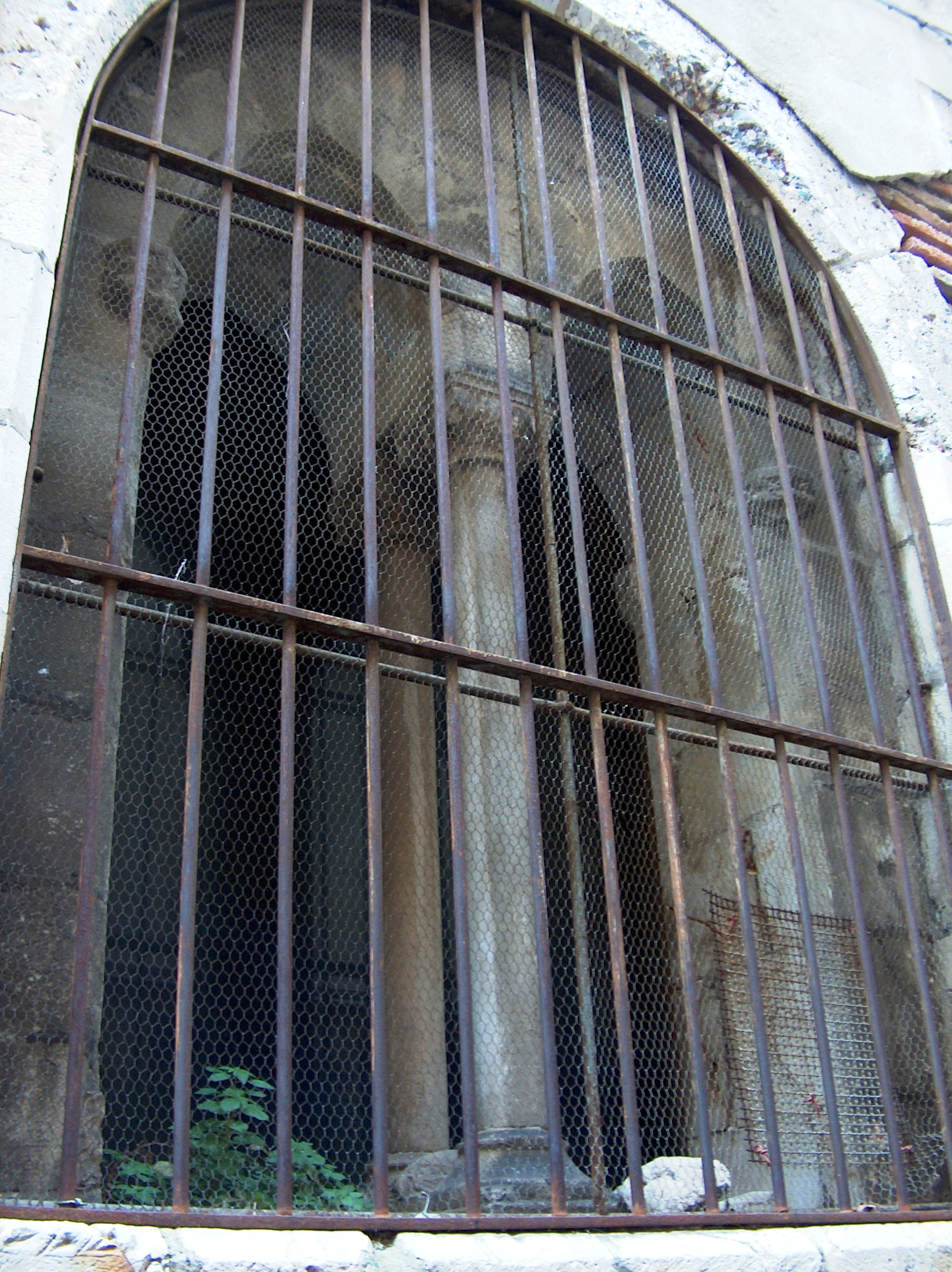
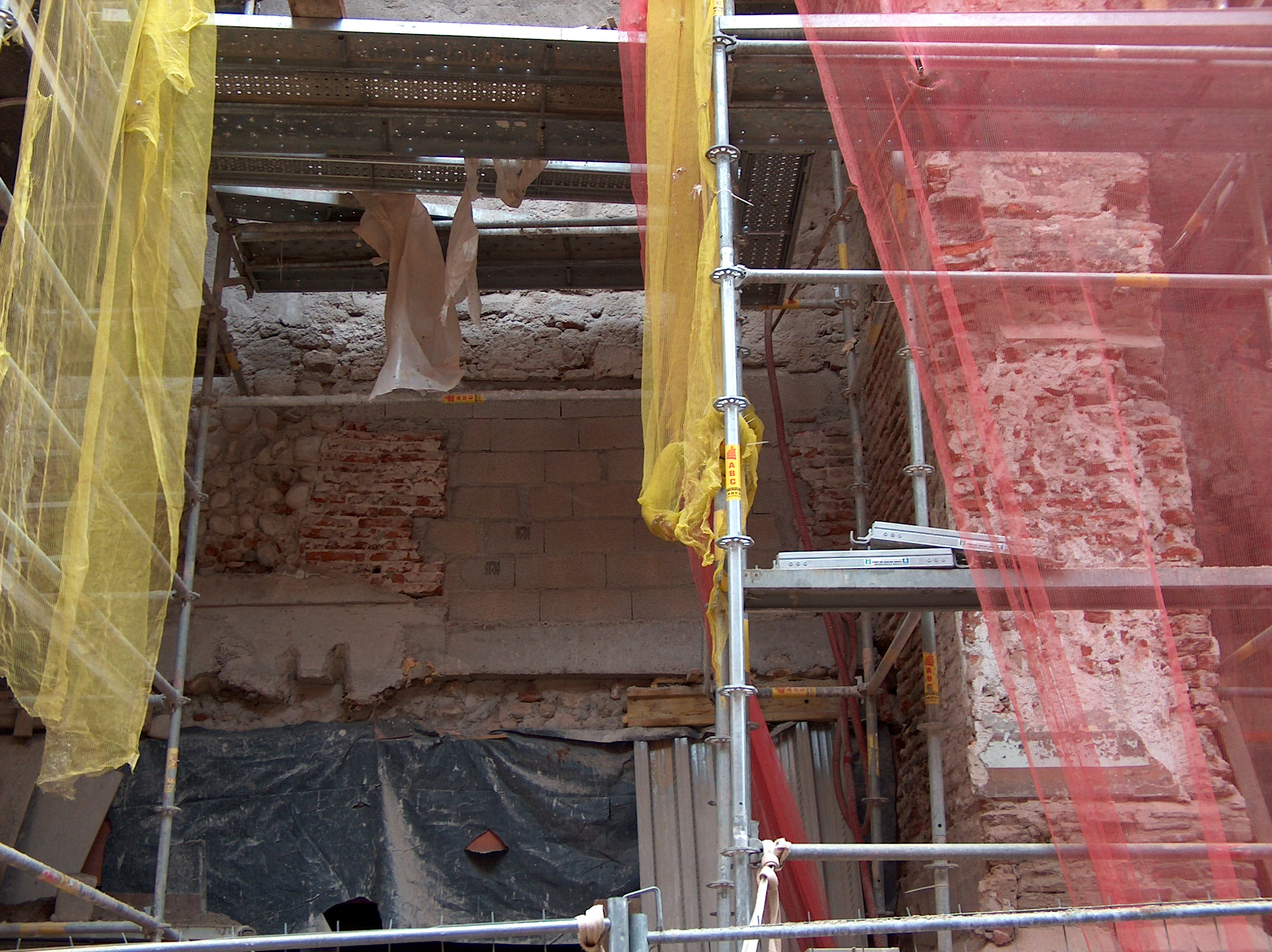
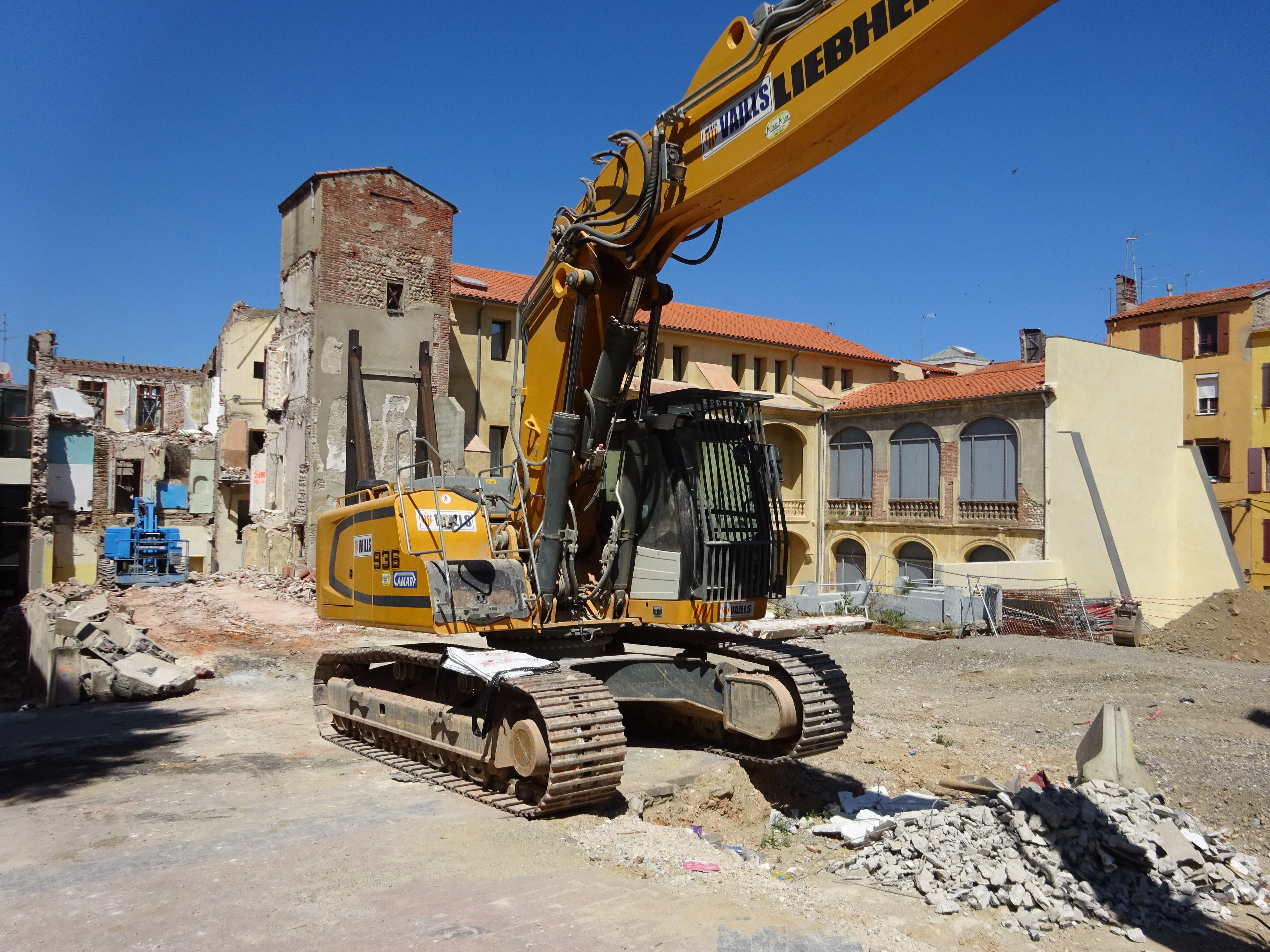
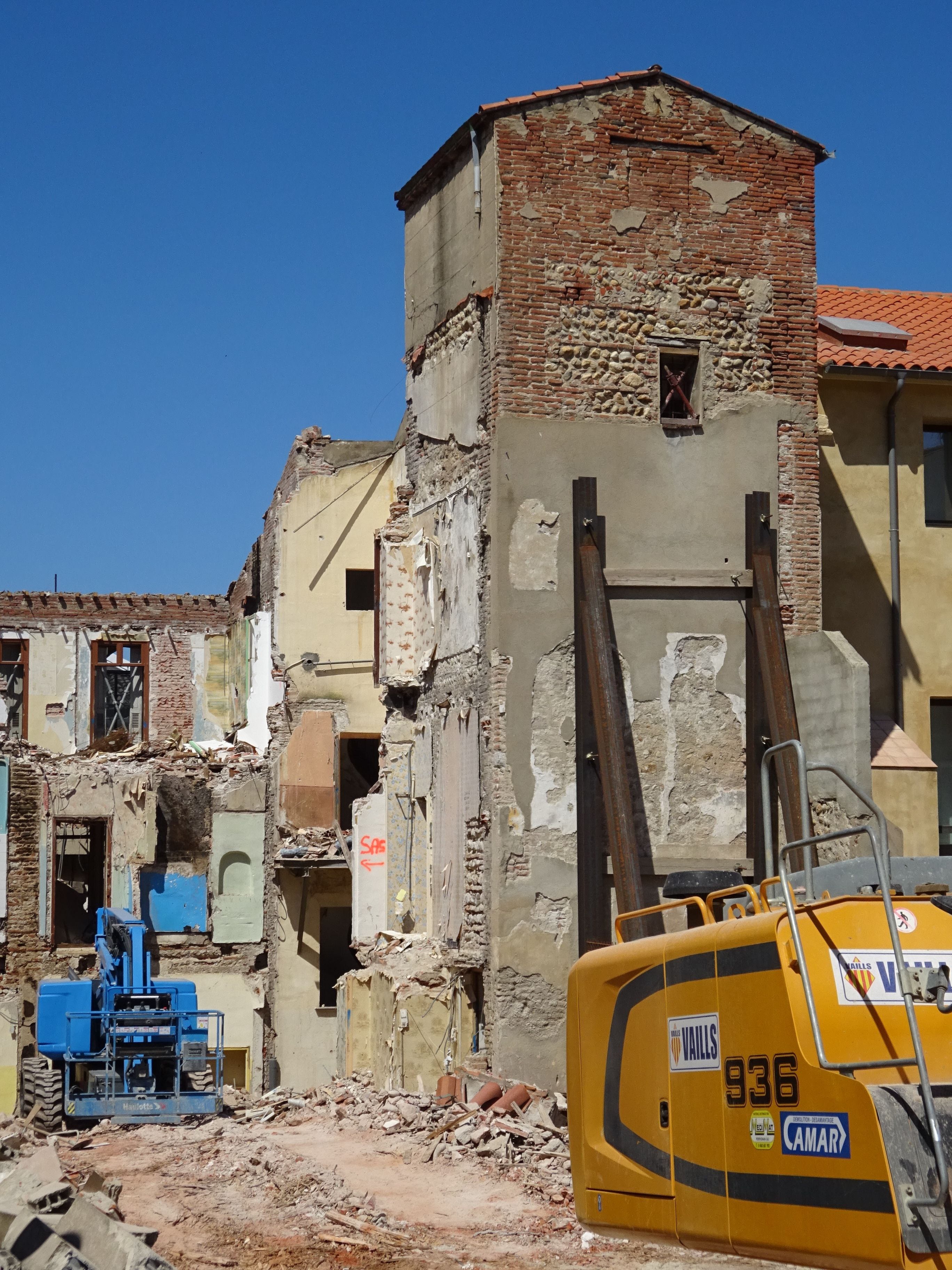